# Анхимово (Вологодская область)
Анхимово — деревня в Вытегорском районе Вологодской области.

## Общие сведения
Входит в состав Анхимовского сельского поселения, с точки зрения административно-территориального деления — в Анхимовский сельсовет.
Расположена на берегу Вытегорского водохранилища — части Волго-Балтийского водного пути (до 1964 г. — Мариинской водной системы). Расстояние по автодороге до районного центра Вытегры — 7 км, до центра муниципального образования посёлка Белоусово — 1 км. Ближайшие населённые пункты — Белоусово, Захарьино, Никольская Гора.

## История
Являлось центром Вытегорского погоста в составе Заонежских погостов.
Селение являлось административным центром Вытегорской волости Вытегорского уезда Олонецкой губернии (1905).

## Население
По переписи 2002 года население — 293 человека (131 мужчина, 162 женщины). Преобладающая национальность — русские (97 %).
| 2010 |
| ---- |
| 307  |

## Памятники архитектуры
В деревне расположен памятник архитектуры Вытегорский погост, в состав которого входят Покровская церковь (1708 год, не сохранилась), Никольская церковь, часовня.

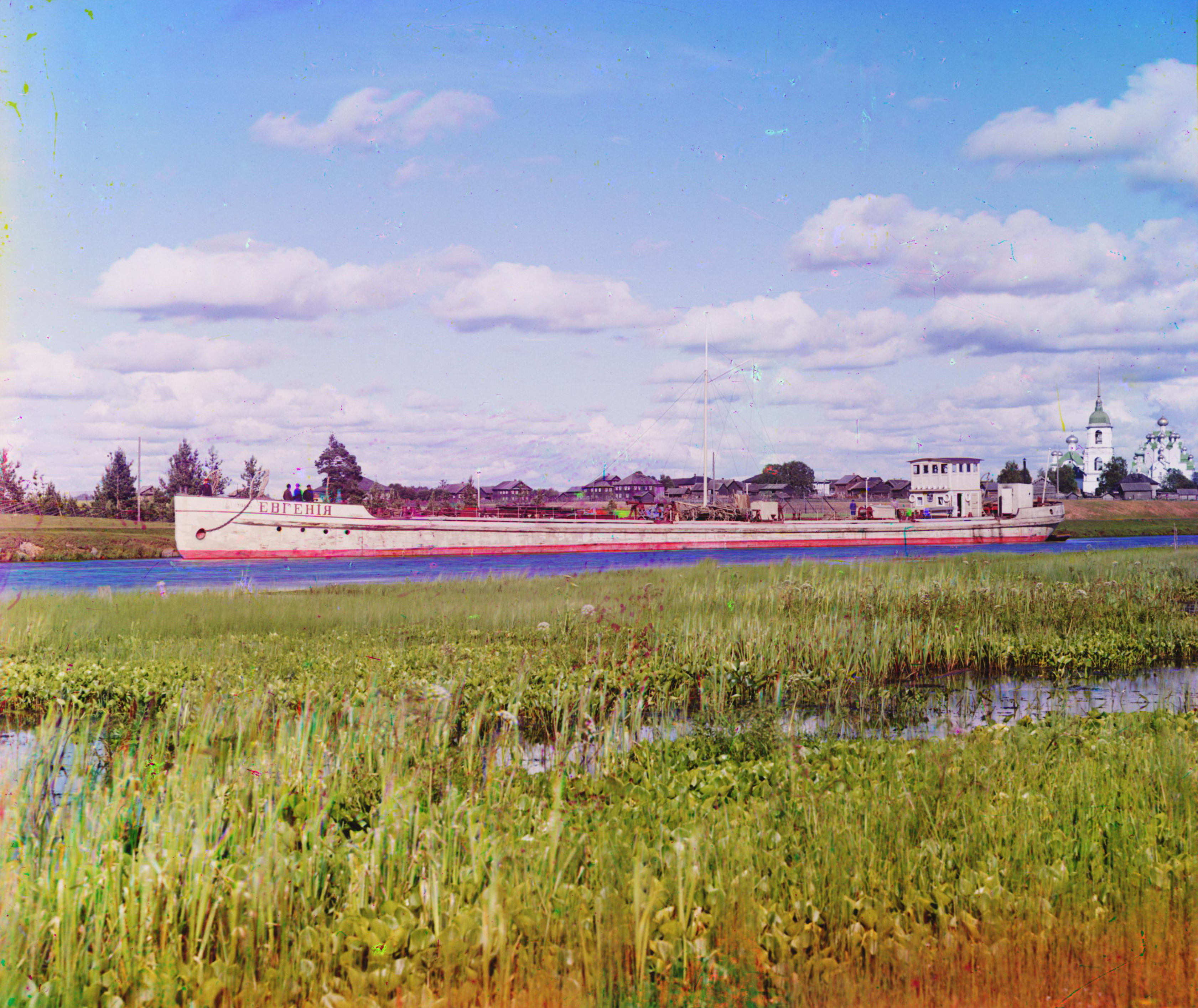
Баржа "Евгения" у Вытегорского погоста
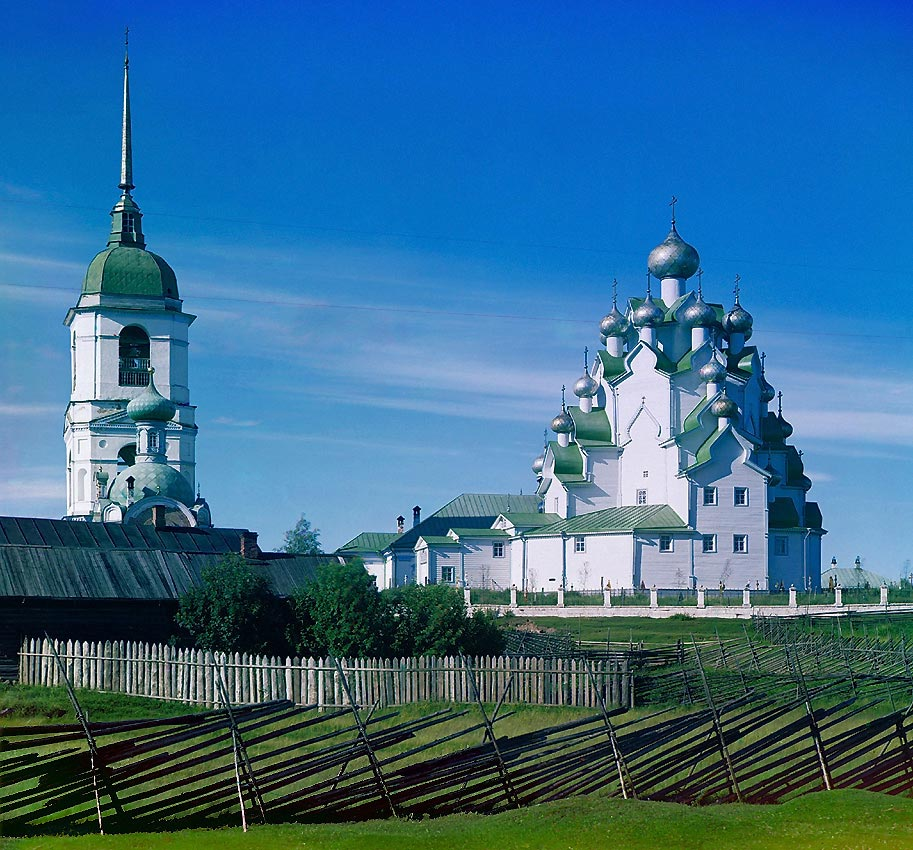
Церкви Спасителя и Покрова Богородицы